# Amas de la Vierge III
L'amas de la Vierge III comprend huit groupes de galaxies qui forment une ligne très marquée près de la bordure orientale de l'amas de la Vierge. L'attraction gravitationnelle de l'amas de la Vierge a étiré ces groupes en une longue chaine qui s'étend sur plus de 40 millions d'années lumière d'espace. La distance moyenne entre ce groupe et la Voie lactée est d'environ 23,0 Mpc (∼75 millions d'al). 

## Membres
Les huit groupes de l'amas sont les groupes de NGC 5248, de NGC 5364, de NGC 5506, de NGC 5566, de NGC 5638, de NGC 5746, de NGC 5775 et de NGC 5846. Le plus important de ces groupes est celui de NGC 5746 qui se trouve à côté de celui de NGC 5638. Les deux groupes peuvent éventuellement être considérés comme un unique grand groupe de galaxies avec vingt galaxies majeures.
Le tableau ci-dessous liste les treize autres grandes galaxies qui sont indiquées sur le site « Un Atlas de l'Univers » créé par Richard Powell. Cet amas renferme au moins 75 grandes galaxies et probablement plusieurs autres petites galaxies non indiquées sur le site de Richard Powell. 
| Nom        | Const.  | Classification | Type                     | α (J2000.0)   | δ (J2000.0)  | Vitesse radiale (km/s) | Magnitude apparente | Distance (Mpc) | Dimension (kal) |
| ---------- | ------- | -------------- | ------------------------ | ------------- | ------------ | ---------------------- | ------------------- | -------------- | --------------- |
| NGC 5334   | Vierge  | SB(rs)c?       | Spirale barrée           | 13h 52m 54.4s | -01° 06′ 53″ | 1386 ± 3               | 11,3                | 24,6 ± 1,8     | 139             |
| NGC 5470   | Vierge  | Sb             | Spirale                  | 14h 06m 31.9s | 06° 01′ 47″  | 1016 ± 6               | 13,4                | 18,8 ± 1,4     | 58              |
| UGC 9169   | Bouvier | Im             | Irrégulière magellanique | 14h 19m 44.6s | 09° 21′ 44″  | 1272 ± 3               | 11,4                | 22,3 ± 1,6     | 61              |
| NGC 5584   | Vierge  | SAB(rs)cd      | Spirale intermédiaire    | 14h 22m 23.8s | -00° 23′ 16″ | 1638 ± 1               | 11,4                | 27,8 ± 2,0     | 72              |
| IC 1014    | Bouvier | SAB(rs)cd      | Spirale intermédiaire    | 14h 22m 23.8s | -00° 23′ 16″ | 1288 ± 3               | 12,4                | 22,3 ± 1,6     | 64              |
| NGC 5645   | Vierge  | SB(s)d         | Spirale barrée           | 14h 30m 39.3s | 07° 16′ 30″  | 1370 ± 1               | 12,5                | 23,6 ± 1,7     | 52              |
| NGC 5669   | Bouvier | SBc,           | Spirale barrée           | 14h 30m 39.3s | 07° 16′ 30″  | 1368 ± 1               | 11,3                | 23,5 ± 1,7     | 82              |
| NGC 5701A  | Vierge  | (R)SB0/a(rs)   | Lenticulaire             | 14h 39m 11.1s | 02° 21′ 49″  | 1505 ± 1               | 10,9                | 25,5 ± 1,8     | 66              |
| UGC 9500   | Bouvier | Sm?            | Spirale magellanique     | 14h 45m 21.5s | 07° 51′ 46″  | 1690 ± 4               | 15,12               | 28,1 ± 2,0     | 68              |
| NGC 5792   | Balance | SB(rs)b        | Spirale barrée           | 14h 58m 22.7s | -01° 05′ 28″ | 1926 ± 1               | 11,3                | 31,4 ± 2,2     | 161             |
| NGC 5806 A | Vierge  | SBb?,          | Spirale barrée           | 15h 00m 00.4s | 01° 53′ 29″  | 1347 ± 2               | 11,7                | 22,8 ± 1,6     | 74              |
| NGC 5838 A | Vierge  | SA0-1          | Lenticulaire             | 15h 05m 26.2s | 02° 05′ 58″  | 1252 ± 4               | 10,9                | 21,3 ± 1,5     | 121             |
| NGC 5921   | Serpent | SB(r)b         | Spirale barrée           | 15h 21m 56.5s | 05° 04′ 14″  | 1480 ± 1               | 10,8                | 24,3 ± 1,7     | 87              |

- A Selon A.M. Garcia NGC 5701 fait partie du groupe de NGC 5746. De même, NGC 5806 et NGC 5838 font partie du groupe de NGC 5806.

Le site DeepskyLog permet de trouver aisément les constellations des galaxies mentionnées dans ce tableau ou si elles ne s'y trouvent pas, l'outil du site constellation permet de le faire à l'aide des coordonnées de la galaxie. Sauf indication contraire, les données proviennent du site NASA/IPAC.